# Municipio de Falls (condado de Sumner)
El municipio de Falls (en inglés, Falls Township) es una subdivisión territorial del condado de Sumner, Kansas, Estados Unidos. Según el censo de 2020, tiene una población de 157 habitantes.
Abarca una zona rural.
Es una subdivisión exclusivamente territorial, sin autoridades ni funciones asignadas.

## Geografía
Está ubicado en las coordenadas 37°3′47″N 97°31′41″O / 37.06306, -97.52806. Según la Oficina del Censo de los Estados Unidos, tiene una superficie total de 138.66 km², correspondientes en su totalidad a tierra firme.

## Demografía
Según el censo de 2020, hay 157 personas residiendo en la zona. La densidad de población es de 1,13 hab./km². El 92,99 % son blancos, el 1,91 % son amerindios, el 1,27 % son de otras razas y el 3,82% son de una mezcla de razas. Del total de la población, el 1,55 % son hispanos o latinos de cualquier raza.